# Fischer (Gemeinde Fuschl)
Fischer ist eine Rotte bei Fuschl am See im Bundesland Salzburg.
Die Rotte befindet sich am süd(west)lichen Seeufer, auf halbem Weg zwischen Ortszentrum und Schloss Fuschl, unmittelbar am See und ist eine ehemalige Fischersiedlung.